# Notomys robustus
Chuột nhảy lớn (Danh pháp khoa học: Notomys robustus) là một loài chuột thuộc chi Notomys trong họ Muridae đã tuyệt chủng ở miền bắc của nước Úc. 

## Phát hiện
Nó chỉ được biết đến từ mẫu vật là một cái hộp sọ được tìm thấy trong khu vực trong Dãy Flinders. Một số viên đá hóa thạch của chúng cũng bao gồm xương của con chuột được giới thiệu ra cho thấy nó tồn tại vào thời kỳ lịch sử, có thể là nửa cuối của thế kỷ 19. Từ hộp sọ, nó dường như đã có được một kích thước tương đối lớn (có lẽ kích thước của Notomys amplus hoặc nhở hơn một tí).
Từ vị trí của các mỏ, giả định rằng nó có tập tính thích đất sét hơn là đất cát. Điều đáng chú ý là rất ít những con chuột sống sót này đã từng sống sót ở khu định cư ở Châu Âu khi những người châu Âu đến khai thác thuộc địa Úc, những cồn cát dường như là nơi ẩn náu an toàn hơn từ các đối thủ và kẻ thù của nó. Nó cũng thường được gọi là con chuột nhảy mặt nhọn.